# Birket Qarun
Birket Qarun (àrab: بِركة قارون, Birkat Qārūn) o llac de Karun (àrab: بحيرة قارون, buḥayrat Qārūn) és el nom d'un llac d'Egipte, situat a l'oest del Nil, uns cent kilòmetres al sud-oest del Caire. Té una superfície d'uns 230 km². Està situat per sota el nivell del mar, com tota la regió que l'envolta. Està unit al Nil per un canal.
Durant el Regne Antic d'Egipte, l'excavació a Hawara per crear el canal ara conegut com a Bahr Yussef va augmentar el volum d'entrada al llac Moeris, i els projectes de drenatge i recuperació de terres concurrents veurien explotat el llac amb finalitats agrícoles.
El llac, molt més gran al Neolític, va anar baixant de nivell, i està actualment reduït a una desena part de la superfície que tenia fa 10.000 anys. El seu nom antic era llac Meris.